# Neorrhyncha bendelana
Neorrhyncha bendelana – gatunek motyli z rodziny trociniarkowatych i podrodziny Olethreutinae.
Gatunek ten opisany został po raz pierwszy w 2012 roku przez Józefa Razowskiego i Janusza Wojtusiaka na łamach „Acta Zoologica Cracoviensia”. Jako lokalizację typową wskazano Okomu Forest Reserve w nigeryjskim stanie Edo.
Motyl osiągający około 15 mm rozpiętości skrzydeł. Głowa jest oliwkowoszara, ale głaszczki wargowe są żółtokremowe z czarnym grzbietem odsiebnej połowy i białym wierzchołkiem. Tułów ma kolor oliwkowoszary. Skrzydło przednie jest lekko ku szczytowi rozszerzone, o zakrzywionej, a potem prostej krawędzi kostalnej i niewyraźnie wklęśniętym brzegu zewnętrznym. Ubarwienie ma oliwkowoszare z białymi rozjaśnieniami, ciemnym kreskowaniem, czarnym paskowaniem oraz srebrzystym i czarnym nakrapianiem. Skrzydło tylne jest jasnobrązowe. Strzępiny są brązowawe. Genitalia samca mają szeroki, na wierzchołku zaokrąglony i owłosiony unkus, krótki wyrostek towarzyszący, wysklepiony sakulus za którego środkiem krawędzi brzusznej wyrasta bardzo duży wyrostek z podwójnym rzędem szczecinek, szeroki i na tylnej krawędzi kolczasty wyrostek grzbietowo-nasadiwy,  kukulus z małym, włochatym wierzchołkiem oraz cienki i zagięty edeagus.
Gatunek afrotropikalny, znany tylko z Nigerii.